# Саборна црква у Нишу
Саборна црква у Нишу је храм Српске православне цркве у Нишу, у Србији. Посвећена је силаску Светог духа — Светој Тројици. После Храма Светог Саве и цркве Светог Марка у Београду, Саборна црква у Нишу је највећа у Србији.
Црква представља непокретно културно добро као споменик културе.
Нишка Саборна црква, како својом архитектуром, тако и иконама које су рађене за њен иконостас, заузима значајно место у српској историји уметности. На цркви су присутни различити стилски мотиви: српско-византијска, романско-византијска и исламска архитектура, али и ренесанса и западни барок. Таква концепција обележила је прекретницу у историји српске архитектуре, која се огледала у напуштању класичних концепција и стварању националних обележја.
Саборна црква у Нишу тешко је страдала у савезничком бомбардовању 1944. и у пожару 2001. године.

## Изградња цркве
Црква је започета да се гради 1856. године, у тренутку када је у Нишу живело 12.000 православних Срба. Самој изградњи храма претходио је Париски мир 1856. године којим је Турска, на инсистирање осталих потписница, признала равноправност муслимана и хришћана, што је практично значило и да се дозвољава зидање нових и обнова старих цркава, као и отварање школа. Храм је завршен тек 1872. године без необарокног звоника који је био осмишљен по првобитном плану. Велику заслугу у подизању храма одиграо је епископ Јанићије. 18. октобра 1856. године Епископ нишки Јанићије дао је већу суму новца и позвао имућније Нишлије да се придруже у давању средстава за почетак градње. Следеће године, тачније 12. маја 1857. општина је склопила уговор са протомајстором, пројектантом и неимаром Андријом Дамјановићем из Велеса о градњи тробродне базилике са пет кубета. Представници општине од Дамјановића су изричито захтевали да њихова црква буде налик Грачаници или Високим Дечанима.
Положај цркве је близу данашњег центра града Ниша али је половином деветнаестог века то био део Ниша где су живели углавном Срби. Свечано освећење обављено тек након ослобођења Ниша 13. фебруара 1878. године на дан Св. Симеона Мироточивог, а ту су присуствовали митрополит београдски Михаило и кнез Милан Обреновић.
1880. године црква је добила пет звона, једно је било поклон кнеза Милана, друго је изливено од заплењених турских топова, а остала три звона су даривале Нишлије.
На горњој галерији са северне стране налази се капела посвећена Светом Јовану Крститељу, док се са јужне стране галерије налази капела посвећена Светом Симеону Мироточивом. Живописање храма предузето је тридесетих година 20. века, а радове је изводио Владимир Предојевић, академски сликар из Београда. Рад је оцењен као веома успешан са великом техничком и колористичком савременошћу и јасноћом садржаја.
1913. године руски цар Николај II скупоцене сасуде, а Иван Васиљевић је 1902. године поклони велики крст са рускм и српским свецима и икону Богородице која је отпчена чистим златом. Посебну драгоценост ове цркве представљају делови мошти Светог Великомученика Артемија. Велику вредност има и плаштаница са почетка овог века рађена белом срмом и златним жицама, опточена чипком. На звонику је велики часовник и 5 огромних звона ливених у Вршцу од 1877. до 1881. године. Најзначајнију вредност Саборног храма у Нишу имао је иконостас који се састојао од 54 иконе.
Начин на који је црква грађена проузроковао је пуно проблема, па је храм, само двадесетак година након изградње, морао бити поправљан више пута. С обзиром да је грађена у време турске окупације, по тадашњим правилима, звоник није смео да буде виши од крова цркве. Звоник са сатом дозидан је тек 1937. године са другачијим изгледом него што је замишљено по првобитном плану из 1856. Нови звоник је достигао висину средњег кубета. Дорада је урађена по пројекту нишког архитекте Александра Медведева.
У цркви су 4. септембра 1921. сахрањени остаци свештеника које су бугарски војници убили најесен 1915. код Јелашнице, Кременице и Јанкине Падине.

## Иконостас
Од свог настанка храм је дариван значајним културним и религијским стварима велике вредности. Ту се издвајају 20 икона великог српског сликара Ђорђа Крстића, затим иконе Павла Чортановића, Милутина Марковића и Стеве Тодоровића. Димензије иконостаса су 19 пута 12 метара и израђена је у пет зона, док је арматура урађена у дуборезу са позлатом. Највише икона урадио је, после 1897. године, сликар Милутин Марковић, наставник гимназије у Нишу.
Израда иконостаса за ову цркву била је прекретница у српском црквеном сликарству. Иконостас је урађен у до тада новом стилу, академском реализму, развијеном у минхенској сликарској школи. Прва завршена икона Ђорђа Крстића под називом „Смрт Кнеза Лазара“ изазвала је прави потрес у српској јавности и расправу која је позната под именом „полемика о православности“. Икона је израђена у реалистичком стилу и представља светог кнеза Лазара на умору, са анђелом који слеће по његову душу.

## Бомбардовање 1944. године
Током савезничког бомбардовања 4. априла 1944. године, тешко је оштећен храм. Савезници су били обавештени да су Немци у порти држали бензин, а у дворишту паркирали аутомобиле. Да ли је то утицало на то да се бомбардује овај део града, није познато али је тада срушен североисточни зид цркве, а потпуно је уништена галерија храма капела посвећена св. Јовану Крститељу и капела св. Апостола Никанора. Није остао поштеђен ни главни брод храма који је био тешко погођен на северној страни. Захваљујући донацијама црква је брзо санирана и оспособљена за богослужења већ у јуну 1945. године.

## Пожар 2001. године
Године 2001. храм је изгорео у пожару. Ватра је захватила храм у рано јутро 12. октобра 2001. године а први знаци пламена били су пријављени око 4:00 часова. Услед неадекватних услова за прилазак ватрогасних кола, радова у самој околини цркве, паркираних возила испред цркве, великој количини лакозапаљивих материјала ватрогасци нису били у могућности да приђу и угасе пожар тако да је храм добрим делом уништен. Пожар је обуздан тек нешто после 9:00. Од Саборне цркве остале су само зидине.
Узрок пожара још увек није разјашњен али се нагађа да је у питању непажња, јер су се дуже од годину дана изводили радови на постављању подног грејања, које је финансирано донацијама из Грчке. Одређене ствари, сумње једног дела Нишлија и поједини графити у околини и у дворишту цркве изазивали су сумњу да се радило о подметању пожара, међутим нема никаквих доказа за тако нешто.
У пожару је изгорео комплетан иконостас, који је готово у целини, насликао познати српски сликар Ђорђе Крстић. У пламену су нестале и Царске двери, најдекоративнији део нишког иконостаса. Пламен је прогутао и комплетан иконостас који је урадио београдски дуборезац Луј Капелник, док су уништене фреске, мањег значаја, рад београдског сликара Владимира Предојевића. Сачувана је једино фреска Св. Тројице, коју је 1999. године обновио нишки фреско сликар Милорад Цветковић.
Убрзо након пожара 2001. године Епископ нишки Иринеј покренуо је обнову храма. Многи добротвори, Влада Републике Србије, приватне фирме, Нишлије притекли су у помоћ. Храм је у потпуности обновљен и освештан 8. октобра 2006. године. Цркву је освештао Митрополит загребачко-љубљански Јован, са архијерејима Српске православне цркве.
У храму је 7. августа 2011. од стране патријарха српског Иринеја устоличен епископ нишки Јован.
У порти храма је априла 2023. године подигнут споменик Патријарху српском Иринеју.

## Музеј црквених старина
У априлу 2021. Патријарх српски Порфирије отворио је Музеј црквених старина. Музеј садржи 264 експоната као што су су уметничке слике, старе и ретке књиге, фотографије, збирка богослужбених предмета од тканине и метала и друге предмете који потичу са простора Нишке митрополије.